# محله باب‌المعظم
باب‌المعظم (به [] Error: {{Lang-xx}}: فاقد متن (راهنما)) یکی از محله‌های شهر بغداد می‌باشد.